# Black Beauty: Miles Davis at Fillmore West
Black Beauty: Miles Davis at Fillmore West ist ein Jazz-Album von Miles Davis. Es enthält einen Konzertmitschnitt vom 10. April 1970 aus dem Konzertraum The Fillmore West in San Francisco und wurde 1977 auf Sony, damals dem japanischen Ableger von Columbia Records veröffentlicht.

## Vorgeschichte des Albums
Clive Davis, der damalige Präsident seiner Plattenfirma Columbia, konnte den Trompeter dazu überreden, statt wie bisher in kleinen Clubs in größeren Veranstaltungsorten, wie dem New Yorker Fillmore East auch vor Rockpublikum aufzutreten; am 6. und 7. März 1970 kam es dort zu einem merkwürdigen Auftritt, denn die Programmzusammenstellung umfasste außerdem die Steve Miller Band und Neil Youngs Band Crazy Horse. Mit dabei bei Davis’ Band waren Chick Corea, Dave Holland, Jack DeJohnette, Airto Moreira, und Wayne Shorter; dieser verließ allerdings die Davis-Band kurz nach diesem Auftritt, um mit Joe Zawinul die Fusionband Weather Report zu gründen. Für ihn holte Miles den jungen, von John Coltrane beeinflussten Saxophonisten Steve Grossman und stellte die neue Formation im April 1970 im „Rocktempel“ Fillmore West in San Francisco vor. In der gleichen Zeit erschien sein epochales Fusionalbum Bitches Brew. Allerdings war damals in Miles Davis’ Musik von Rockeinflüssen wenig zu spüren, merkte Davis’ Biograph Peter Wießmüller hierzu an, „dagegen verblüffte er sein Publikum zum ersten Mal auf dem Hintergrund eines Perkussionszaubers mit völlig frei gestalteten Abschnitten.“

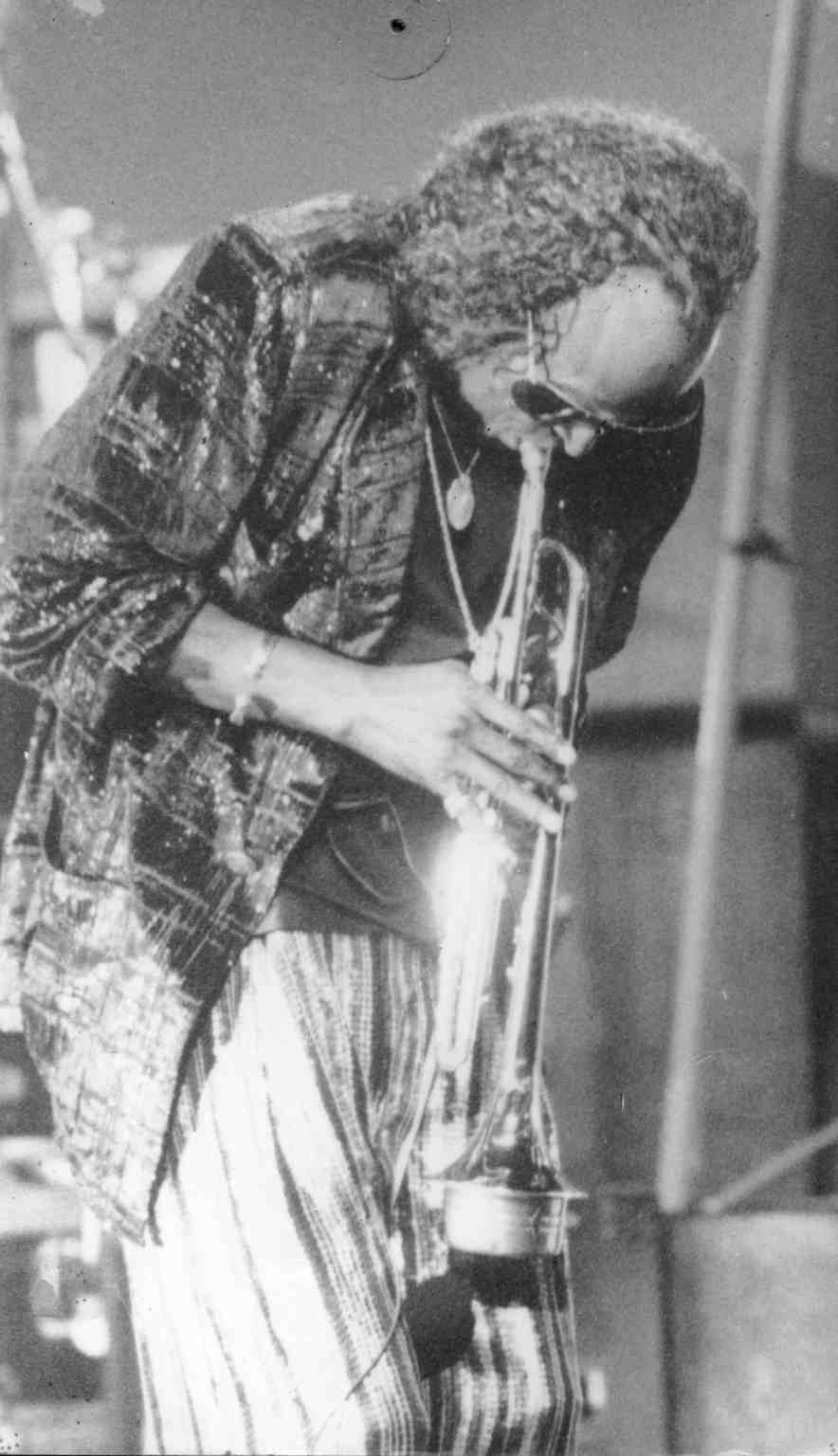
Davis in Rio de Janeiro (1974)

Wenig später überredete er den jungen Pianisten Keith Jarrett, sein Ensemble zum Septett zu erweitern und trat im Juni 1970 im New Yorker Fillmore East auf; der Konzertmitschnitt wurde unter dem Titel Miles Davis at Fillmore veröffentlicht.

## Die Musik des Albums
„Mit Miles in dieser Zeit Musik zu machen, bedeutete eine Menge Spaß und Experimente. Er fand immer Wege sie für sich und uns interessant zu machen. Wenn die Band auftrat, machte Miles nie lange Unterbrechungen zwischen den Stücken; er spielte dann nur ein paar Noten des nächsten Titels, den er spielen wollte, und die Band sollte dann da hineingleiten. Dies half der Band und auch dem Publikum die konstanten Wechsel zu konzentrieren, die sich immer ereigneten, wenn die Gruppe spielte. Manchmal waren Miles’ Konzerte wie eine einzige lange Suite, ein Konzept das bislang nur in der klassischen Musik Verwendung fand.“

Das Black Beauty-Album beginnt mit der Joe-Zawinul-Komposition Directions; sie enthält ein längeres Solo von Steve Grossman auf dem Sopran, umrahmt von den abstrakten Funk-Kürzeln des von Chick Corea gespielten E-Pianos, der seine Improvisationen dann anhängt.
Coreas spröder, metallischer Ton auf dem Fender-Piano bildet den klanglichen Hintergrund für den Live-Mitschnitt; Peter Wießmüller schrieb: Chick Corea „überzeugt in den abstrakten Abschnitten immer wieder in glühender Intensität mit neuen Einfällen“. Der Davis-Biograph Eric Nisenson führt aus, dass Corea auf dem zunächst ungeliebten Instrument „begann Soli zu spielen, die wie elektronische Versionen von Cecil Taylors atonalem Donner klangen […] Miles war an den klanglichen Möglichkeiten dieser Instrumente interessiert, besonders in Verbindung mit dem Quasi-Rockbeat, den er immer häufiger einsetzte.“

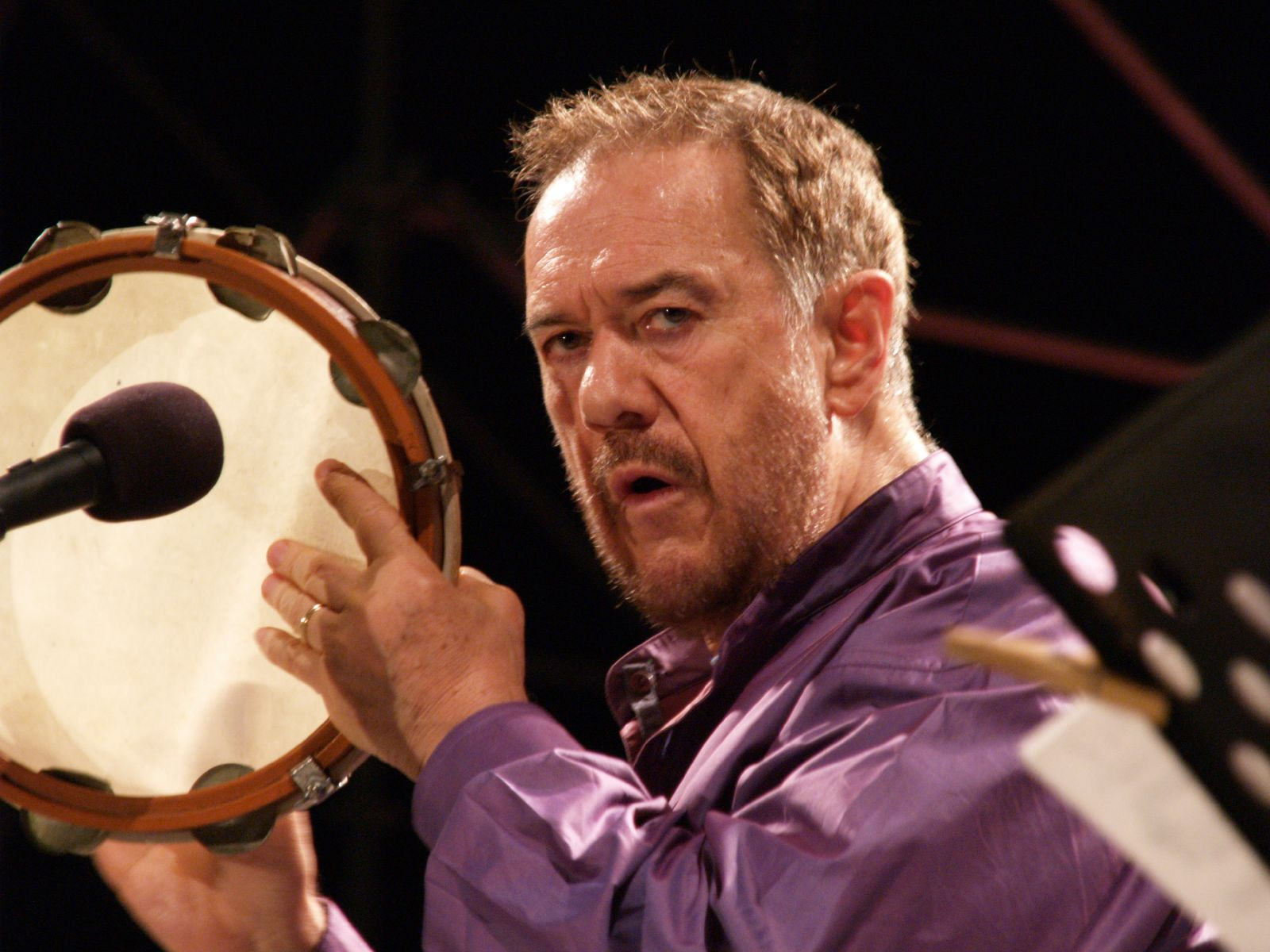
Airto Moreira; 2007

Das daran anschließende Miles Runs the Voodoo Down entfernt sich in seiner Ausgestaltung stark von Originalfassung vom Bitches-Brew-Album; Grossman und Corea haben hier große solistische Freiheiten für ausgedehnte Improvisationen. Der Bandleader nimmt sich abschnittsweise immer wieder zurück und deutet mit seinem Instrument Tempiwechsel an. Miles Davis kehrt im funkigen Willie Nelson zurück, seine solistische Ausführungen werden von Coreas E-Piano in Call-and-Response-Spielweise beantwortet. Dem setzen schließlich Dave Holland und Corea das Willie Nelson-Thema entgegen und spielen es durch, bis Corea zu einem schrill-metallischen Solo einsetzt. Einen solistischen Einschub – quasi als Ruhepunkt nach Coreas Attacken – bildet der Standard I Fall in Love So Easily von Jule Styne/Sammy Cahn; Miles setzt das Thema über den weiter gespielten Riff von Willie Nelson, mit dem er das musikalische Treiben der Rhythmusgruppe zum Erliegen bringt. Sein Solo wird lediglich von Coreas E-Piano-Andeutungen begleitet.
Direkt danach intoniert der Trompeter das (aus Bitches Brew stammende) Sanctuary-Thema, das ihm Wayne Shorter komponierte. Grossman und Davis arbeiten die Themenvariationen unisono aus; sie münden „in eine phantastische, kommunikative Phrasierung zwischen Trompete und E-Piano“, so Peter Wießmüller zu Sanctuary, das er für den Höhepunkt des Mitschnitts hält, „beim folgenden Sopransolo spielt sich die ganze Gruppe in einen berauschenden Groove, bis die Ostinato-Bassfigur in das besinnliche „It's About that Time“ überleitet. Ab Sanctuary bekommt das Konzert einen Suiten-Charakter, der sich bis zum Abschluss durchzieht“.
Nach It’s About that Time, das im Original aus In a Silent Way stammt, beginnt eine Interpretation von Bitches Brew; die Variante zu dem Titelstück des Albums, das damals zeitgleich erschien, entfernt sich rasch von der Vorlage. Der Titel wird eingeleitet von Coreas E-Piano Attacken, bevor das eigentliche Bitches Brew-Thema durch Miles Davis kurz vorgestellt wird, und er zu seiner Improvisation ansetzt. Steve Grossman folgt ihm in dem sessionartig angelegten Stück; nach acht Minuten signalisiert Miles einen Tempowechsel, Chick Corea hat ein abschließendes Solo, als Miles wieder einsetzt und schließlich zu Shorters Masqualero überleitet und damit das Tempo anzieht. Der Trompeter spielt das Thema nur kurz an, hat ein kurzes Solo, bevor Grossman sich ihm anschließt. Ähnlich wie Masqualero ist auch das letzte Stück des Konzertmitschnitts Spanish Key, ebenfalls aus Bitches Brew, gegenüber der Studio-Vorlage recht abstrakt ausgestaltet; mit einem kurzen Theme signalisiert Miles der Band das Ende des Konzerts.

## Bewertung des Albums

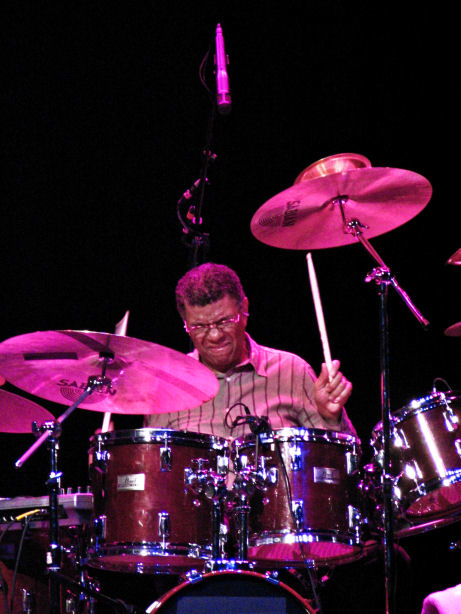
Jack DeJohnette 2006

Eric Nisenson betont den Einfluss des brasilianischen Perkussionisten Airto auf Miles Davis’ Musik; „Airtos Spiel auf unzähligen südamerikanischen Rhythmusinstrumenten mischte sich gut mit den elektronischen Effekten. Airto Moreira füllte die Freiräume aus und konnte buchstäblich mit allem, oft sogar mit irgendwelchen Gegenständen, die er auf der Straße fand, interessante und oft bizarre Sounds erzeugen.“
Die Kritiker Richard Cook und Brian Morton, die dem Mitschnitt im Penguin Guide to Jazz die zweithöchste Bewertung verliehen, merken zu der Musik an, „dass die Bitches Brew-Formel mit quirligen Rhythmen und stakkato-Trompetenstichen ausgeweitet wird“. Scott Yanow merkt im All Music Guide, der dem Album 4 Sterne verlieh, die vollkommene abstrakte Ausgestaltung der Themen gegenüber den Vorgängern In A Silent Way und Bitches Brew an und kritisiert, dass sich die Bandmitglieder mitunter im „Sog“ verlieren. Spätestens ab dem Medley aus Sanctuary hin zu It’s About That Time, Bitches Brew, Masqualero und dem abschließenden Spanish Key/The Theme vermisst Scott Yanow in der abstrakten Anlage der Titel die Harmonien und die oft konzeptlose Ausgestaltung der Melodien. Der junge Grossman zeige sich in seinem Spiel etwas überfordert, weil er meine, in jeden Solo all das zeigen zu müssen, was er könne. Dennoch sei es ein beeindruckendes Dokument einer Band, die mit einer großen Kraft spiele, aber ihre Musik selbst nicht ganz versteht.

## Titel
Das Original-Doppelalbum aus dem Jahr 1977 (CBS Sony SOPI 39-40), das für Columbia Records dazu dient, die Jahre des Rückzugs des Trompeters (1975–1981) mit alten Veröffentlichungen zu füllen, verzichtete auf detaillierte Titelangaben und nummerierte die Stücke Black Beauty nach den Plattenseiten durch. Erst die Neu-Edition in CD-Form bot eine genaue Titelliste mit Kompositionsnachweisen.

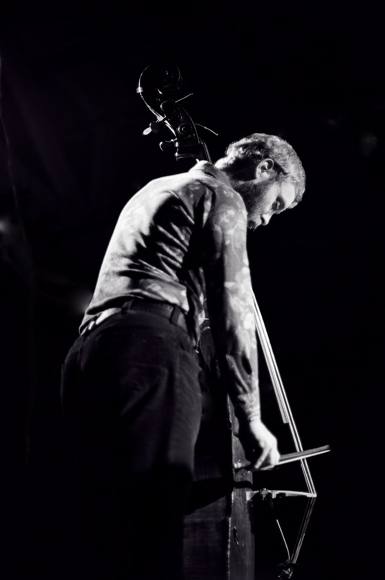
Dave Holland 1976

Black Beauty: Miles Davis at Fillmore West (LP: Sony SOPI 39-40, CD: C2K 65138)
Disc one
1. Directions (Zawinul) – 10:46
2. Miles Runs the Voodoo Down (Davis) – 12:22
3. Willie Nelson (Davis) – 6:23
4. I Fall in Love Too Easily (Cahn-Styne) – 1:35
5. Sanctuary (Shorter) – 4:01
6. It’s About That Time (Davis) – 9:59

Disc two
1. Bitches Brew (Davis) – 12:53
2. Masqualero (Shorter) – 9:07
3. Spanish Key/The Theme (Davis) – 12:14